# Ángel Alcalá
Ángel Alcalá Galve (Andorra (Teruel), España, 2 de octubre de 1928-Nueva York, 3 de diciembre de 2017) fue un humanista, profesor, escritor, filósofo, teólogo, músico, poeta y políglota español.

## Biografía

### Formación
Nacido en el municipio turolense de Andorra el 2 de octubre de 1928. Hijo de Luisa, y de Ángel, farmacéutico del pueblo. Tuvo seis hermanas. Su infancia, desarrollada en plena guerra civil española fue difícil. Presenció el asesinato de varios familiares, a manos de las milicias anarquistas: su padre, su abuela materna, y su tío abuelo paterno, Mariano Alcalá Pérez,que fue miembro de la Orden de la Merced, beatificado en 2013.
Ingresó en el Seminario Mayor de Zaragoza en 1941, y estudió la licenciatura en Filosofía en la Universidad Pontificia de Salamanca. Realizó la tesis doctoral en Filosofía en la Pontificia Universidad Gregoriana de Roma, sobre "El naturalismo estético de Jorge de Santayana", y para el segundo doctorado, en Teología y también en Roma, escribió una tesis que se publicó luego: La Iglesia. Misterio y Misión (Biblioteca de Autores Cristianos, 1963). Profundizó estudios a través de cursos puntuales en filosofía, teología y lengua y literaturas españolas en las universidades de Münich, Heidelberg, Complutense y New York University.  
Fue ordenado sacerdote en el Vaticano en 1952 por el cardenal Federico Tedeschini. Hizo una estancia formativa de dos meses en varios pueblos de Bélgica para ser "cura obrero", movimiento de su interés y aprecio. Sus ideas liberales y su profundo apego a la idea del derecho universal a la libertad de pensamiento, le llevaron a dudar de su compromiso con la Iglesia y sus usos y costumbres tradicionales. En 1969, solicitaría pasar al estado laico y secularizarse. 
Con anterioridad, en 1962, se había marchado a Nueva York con una beca Fulbright para realizar estudios postdoctorales de filosofía en New York University (con Milton Munitz, Sidney Hook y Paul Edwards). Fue propuesto para un puesto en el Departamento de Lengua y Literatura Españolas en el Brooklyn College de la Universidad de la ciudad de Nueva York. Tras conseguir la cátedra, allí permaneció hasta su jubilación en 1998.
Era miembro correspondiente de la Academia Nacional de Ciencias Morales y Políticas de Buenos Aires y de la Real Academia de Historia.

### Actividad profesional
Como sacerdote en Alcañiz en 1953 funda el Orfeón alcañizano y el Ateneo del Bajo Aragón. En 1955 es nombrado profesor en la Universidad Pontificia de Salamanca. A lo largo de su carrera, también impartiría docencia como profesor invitado en París, Sao Paolo, Río de Janeiro, Buenos Aires y en la República Dominicana.
Ya en Nueva York, desde la Universidad norteamericana desarrolló una intensa labor investigadora, llegando a publicar unos 60 estudios en revistas académicas y unos 17 libros sobre temas de historia, literatura y cultura españolas, abarcando desde figuras del pasado como Miguel de Servet a otras más contemporáneas como Ramón J. Sender. Promovió en todos sus trabajos la integración de la cultura española en la europea y americana (de Norte y Sur). En muchas de sus publicaciones, así como en su actividad profesional en el ámbito social e institucional, se trasluce un deseo de revertir los mitos de la ¨leyenda negra¨ y de analizar y comprender figuras históricas que fueron perseguidas por sus ideas. Sus aportaciones las hizo como:
Traductor: De R. Bainton, Servet, el hereje perseguido; de Henry Charles Lee, Historia de la Inquisición Española; de Ben Rekkers, Arias Montano; de G. Kinder, Casiodoro de Reina ; y de Benzion Netanyahu, Los orígenes de la Inquisición en la España del siglo XV (con Ciriaco Morón Arroyo).
Editor: Miguel Servet (publicó sus obras completas en siete volúmenes), Fray Luis de León (editó su proceso inquisitorial), los hermanos Alfonso de Valdés y Juan de Valdés (editó sus obras).
Organizador de congresos y compilador de sus ponencias:. Entre otros, destacan los que organizó en Nueva York sobre: Alfonso X el Sabio y Calderón de la Barca en el Spanish Institute en 1981; el de Inquisición española y mentalidad inquisitorial de 1983 (Ariel 1984 y Columbia University Press 1987); y Judíos, sefarditas, conversos: la expulsión de 1492 y su consecuencias de 1992 (Ámbito, 1995).
Obras originales:. Entre otras, destacan Medicina moral en los discursos de Pio XII (Taurus, 1959), Vida y muerte del príncipe don Juan. Historia y literatura (con Jacobo S. Sanz Hermida, Valladolid, Junta de Castilla y León, 1999), Alcalá-Zamora y la agonía de la República (Fundación José Manuel Lara, 2002), Los judeoconversos en la cultura y sociedad españolas (Trotta, 2011), y Música, pintura, poesía. Poemas a la música y a los músicos en la literatura europea (Sial-Contrapunto, 2014). También escribió un guion cinematográfico titulado Servet y el leño verde, publicado por la Institución "Fernando el Católico" (CSIC Zaragoza, 2003), que años más tarde, en 2010, convirtió en un libreto para una ópera con música compuesta en dos actos por Valentín Ruiz. Un fragmento del mismo fue interpretado por el barítono Isaac Galán y la Orquestra Sinfónica Goya Ciudad de Zaragoza bajo la dirección de Juan Luis Martínez en el Auditorio de dicha ciudad el 30 de diciembre de 2017. Así mismo, se adentró en el género literario con una novela sobre Luis de Borbón: La infanta y el cardenal (La Esfera de los Libros, 2015).
Igualmente, se interesó por temas de la actualidad política, social y cultural de España y procuró tender puentes entre su tierra natal y Nueva York a través de diversas y prolongadas acciones. En el Spanish Institute of New York organizó un Comité Cultural y fue su vicepresidente (1978-1981). También fue profesor extraordinario de la Sociedad de Estudios Internacionales (SEI) de Madrid, desde 1984, representando la misma, como ONG, en diversas reuniones ante las Naciones Unidas.

### Premios[5]
- Broeklundian Professor (1994)
- Encomienda de la Orden del Mérito Civil (1997)
- Cruz de San Jorge de la Diputación de Teruel (2003)
- Hijo Predilecto de Andorra (Teruel) (2005)
- Bajoaragonés de Honor por La Comarca (2006)
- Samuel Toledano (2011)
- Medalla al Mérito Cultural, Diputación General de Aragón

### Vida personal
Casado con María Elena Donegani, con quien tuvo dos hijas. Tenía dos nietos.
Falleció a consecuencia de una insuficiencia cardiaca. Fue incinerado en Nueva York, y está enterrado en el Parque Cementerio de La Paz en Alcobendas, Madrid.